# Bobo Olson
Bobo Olson (all'anagrafe Carl Olson) (Honolulu, 11 luglio 1928 – Honolulu, 16 gennaio 2002) è stato un pugile statunitense.
Campione del mondo dei pesi medi dall'ottobre 1953 al dicembre 1955, il periodo di regno più lungo della categoria negli Anni ‘50.
È ricordato per le sfide con Sugar Ray Robinson, ma durante la sua carriera incontrò anche José Torres, Archie Moore, Joey Maxim, Randy Turpin.
Fu eletto Fighter of the year (pugile dell'anno) dalla rivista statunitense Ring Magazine nel 1953.
La International Boxing Hall of Fame lo ha riconosciuto fra i più grandi pugili di ogni tempo.

## Gli inizi
Nacque a Honolulu, Hawaii, da madre portoghese e padre svedese, da cui il soprannome di "The Hawaiian Swede", lo svedese delle Hawaii. Il nomignolo di “Bobo” era una conseguenza dall'errore di pronuncia della parola “brother” con cui la sorella lo indicava da piccola.
Come molti altri pugili, Olson decise di praticare la boxe dopo essere stato coinvolto in una rissa di strada ed essere stato picchiato da tale Gordon Ornelles. Olson ricevette i primi insegnamenti da pugili americani di stanza alle Hawaii durante la Seconda guerra mondiale, e fu durante quel periodo che si fece eseguire i suoi due caratteristici tatuaggi.
Olson ottenne la licenza di pugile all'età di 16 anni usando un'identità falsa. Prima che la sua vera età venisse scoperta, aveva già vinto i suoi tre primi incontri, due dei quali per KO.
Nel 1945 si trasferì a San Francisco con lo scopo di continuare la carriera pugilistica.
A 18 anni aveva già accumulato 13 vittorie consecutive (10 per KO). Già a quell'età erano evidenti la sua potenza e le doti di resistenza e sopportazione, mentre la tecnica rientrava piuttosto nella media.

## La carriera
Il primo vero test della carriera di Olson arrivò a Sydney il 20 marzo 1950, quando aveva alle spalle 40 vittorie e 2 sconfitte, contro l'australiano Dave Sands. Olson perse di poco ai punti.
Sette mesi dopo, Olson ebbe il primo match con Sugar Ray Robinson, per il poco considerato titolo dei medi dello Stato di Pennsylvania.
Olson, che era generalmente considerato un pugile dalla partenza lenta, non riuscì ad entrare nel match, anche se Robinson non stava dando una delle sue prove migliori. Olson resistette per 11 round, prima di essere messo KO. A dispetto del suo grande record, fu chiaro che aveva ancora troppa poca esperienza per combattere a quel livello.
Un anno dopo la sconfitta con Robinson, Olson ottenne di avere una rivincita contro Dave Sands. Fu il primo incontro ad essere teletrasmesso coast-to-coast negli Stati Uniti. Tuttavia, Sands dimostrò di non essere ancora alla portata di Olson, che perse ai punti con verdetto unanime.
Il 13 marzo 1952 Olson incontrò di nuovo Robinson, questa volta con il titolo mondiale dei medi in palio.
Robinson, che nei due incontri precedenti aveva perso il titolo contro Randy Turpin e lo aveva riconquistato, era alla ricerca di un incontro facile.
Olson era però migliorato in modo significativo, rispetto al loro precedente incontro. I due lottarono gomito a gomito per 10 round, e solo negli ultimi 5 round Robinson accumulò il vantaggio che gli consentì di vincere.
Sarebbe stata l'unica volta in cui Olson sarebbe riuscito ad arrivare alla fine di un match con Robinson.
Sugar Ray Robinson si ritirò per la prima volta nel dicembre del 1952, lasciando vacante il titolo mondiale dei medi. I primi quattro pretendenti in classifica parteciparono ad un torneo per il titolo. Per conquistare il diritto alla finale, Olson sconfisse Paddy Young con in palio il titolo americano, mentre Turpin vinse l'altra eliminatoria battendo Charles Humez.
Il match contro Turpin si svolse il 21 ottobre 1953 al Madison Square Garden. Turpin mise quasi KO Olson nel 1º round e dominò i primi 4, prima che Olson riuscisse ad ingranare.
Al procedere dei round, Olson prese l'iniziativa e atterrò Turpin al 10º e all'11º round, spianandosi la strada per una vittoria ai punti con verdetto unanime.
In seguito a questo successo Olson fu nominato Fighter of the year (pugile dell'anno) dalla rivista statunitense Ring Magazine per il 1953.
Olson vinse tutti e sette gli incontri che combatté nel 1954, inclusi quelli con grandi nomi come Kid Gavilán, Rocky Castellani e Pierre Langlois.
Nel 1955 Olson, che aveva crescenti difficoltà a mantenere il peso, si avventurò nella categoria superiore dei mediomassimi, dove fece il suo primo incontro contro l'ex campione del mondo Joey Maxim, che venne battuto facilmente dopo due knockdown al 2º e al 9º round.
Il 22 giugno di quell'anno Olson sfidò il quarantunenne Archie Moore per il titolo mondiale dei mediomassimi, un incontro che molti ritenevano Olson avrebbe vinto con facilità. Invece “The Old Mongoose”, la vecchia mangusta, si rivelò troppo forte per Olson, e lo mise KO ad un solo minuto dall'inizio del 3º round. Dopo questo incontro la carriera di Olson entrò in declino.
Dopo due incontri di passaggio vinti, il 9 dicembre 1955 Olson dovette mettere in palio il mondiale dei medi contro Robinson, che, rientrato dopo il suo breve ritiro, era lo sfidante numero 1 al titolo.
Olson era pronosticato vincente in modo schiacciante – Robinson aveva 34 anni suonati – ma venne messo KO al 2º round.
La rivincita, combattuta cinque mesi dopo, finì allo stesso modo, con Olson al tappeto al 4º round.
Dopo questa seconda sconfitta, a nemmeno 28 anni, Olson annunciò il proprio ritiro.
Dopo un anno fuori dal giro, Olson rientrò come peso mediomassimo di nuovo contro Maxim, battendolo ancora ai punti.
In seguito ad una sconfitta per KO contro Pat McMurtry, si fermò di nuovo per un anno.
Nonostante fosse rientrato come pugile alla giornata, anche se nemmeno trentenne, Olson riuscì a ristabilirsi una reputazione da contendente al titolo mondiale dei mediomassimi.
Il 27 novembre del 1964 incontrò José Torres in un match che avrebbe nominato lo sfidante al campione in carica, Willie Pastrano. Torres lo mise KO al 1º round, a due minuti dall'inizio.
L'incontro mise effettivamente fine alla carriera di Olson, che combatté successivamente quattro match minori, l'ultimo dei quali fu una sconfitta contro il fratello più giovane di Gene Fullmer, Don.
Olson si ritirò dopo 115 incontri da professionista, di cui 97 vinti.

## Vita dopo la boxe
Lavorò in campo sociale seguendo ragazzi problematici, prima di diventare un funzionario di pubbliche relazioni per la Teamsters Union (sindacato dei lavoratori operante negli Stati Uniti e in Canada).
Proseguì lavorando per la Union Elevator a Lancaster, in California, dove lavorò alla costruzione dell'Antelope Valley Medical Center, tornando a casa i fine settimana.
A quel punto della propria vita era diventato intellettualmente lento e intratteneva gli operai con le sue storie di boxe.
Negli anni '90 visse nel nord della California, soffrendo negli ultimi tempi della malattia di Alzheimer, di cui morì a 73 anni.